# 臺灣華山松
臺灣華山松（学名：Pinus armandii (Hayata) Hayata var. mastersiana）又名臺灣果松，是松科松属華山松的变种，为台灣的特有植物。分布于台灣海拔1,800米至2,800米的地区，目前尚未由人工引种栽培。也有研究认为台湾果松应为独立的物种（Pinus mastersiana）。